# Myriospora petaloprocti
Myriospora petaloprocti is een soort in de taxonomische indeling van de Myzozoa, een stam van microscopische parasitaire dieren. Het organisme komt uit het geslacht Myriospora en behoort tot de familie Grelliidae. Myriospora petaloprocti werd in 1975 ontdekt door Ormieres.